# Mueble listo para armar

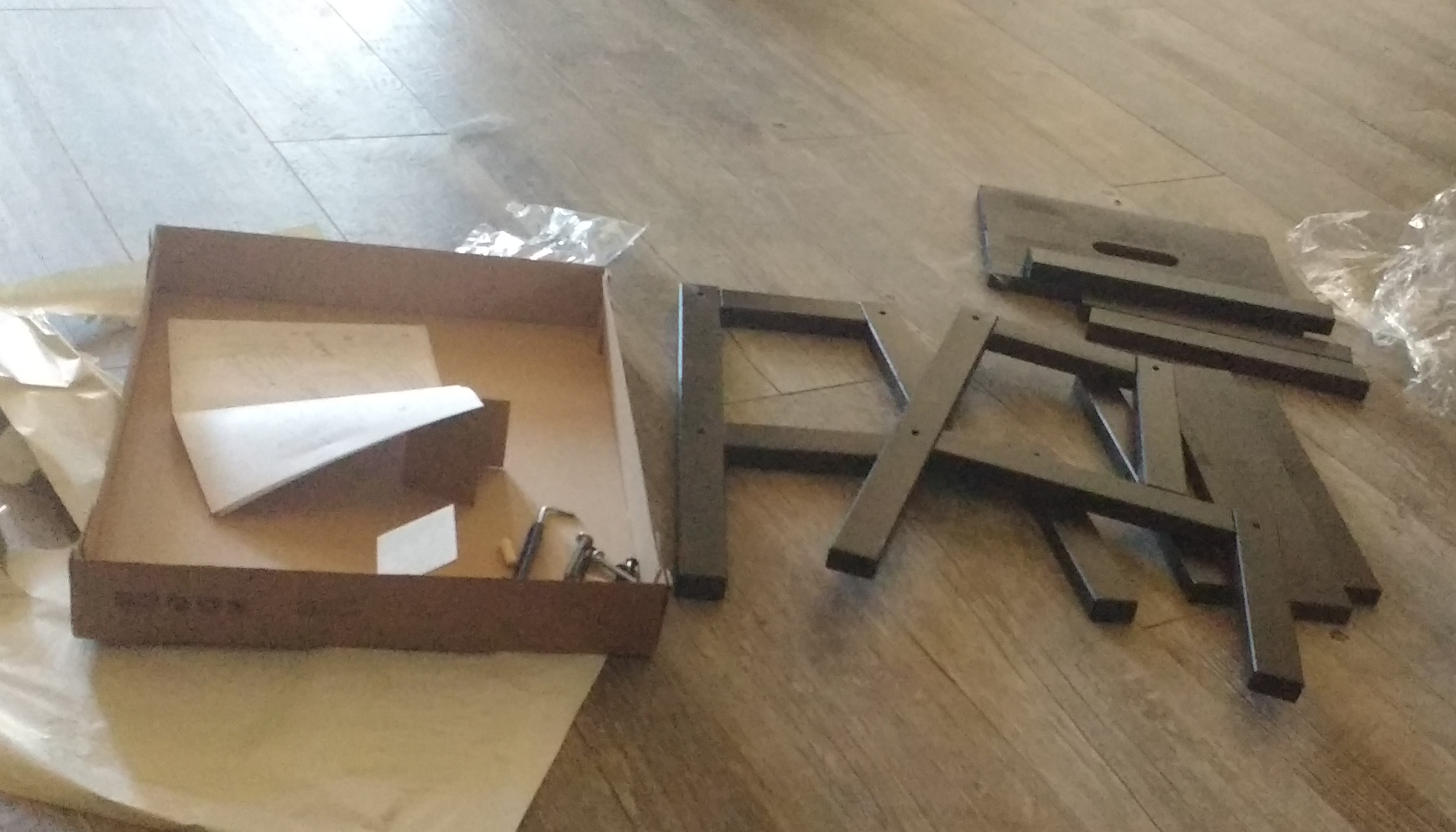
Un taburete plano BEKVÄM de IKEA sin montar

Un mueble listo para armar es una forma de mueble que requiere el ensamblaje por parte del cliente. 
Son también conocidos como:
- Muebles RTA → (in) ready-to-assemble furniture
- Muebles desmontados KD → (in) knock-down furniture
- Muebles en paquete plano → (in) flat-pack furniture
- Muebles en kit → (in) kit furniture

## Descripción
Los diferentes componentes del mueble son empaquetados para la venta en cajas de cartón, las que también contienen instrucciones de montaje y a veces herramientas manuales básicas como llaves hexagonales.
Generalmente son muebles sencillos de montar y son populares entre los consumidores que desean ahorrar dinero, ya sea ensamblando el producto ellos mismos o por el precio de venta.
Los productores y comerciantes se benefician de la venta de muebles listos para ensamblar, porque los muebles son voluminosos una vez ensamblados y por lo tanto, más costosos de almacenar y entregar.
Dado que el trabajo de montaje lo realiza el consumidor y no el fabricante, su precio puede ser menor.
Paralelamente se ha desarrollado una industria de servicios de ensamblaje de muebles, lo que facilita a los consumidores contratar a alguien con conocimientos para que les ensamble sus muebles. 
Los muebles son producidos principalmente a partir de tableros de madera de partículas o de fibra de densidad media (MDF), porque el costo de producción de este tipo de materiales es más económico que la producción en madera maciza.
La madera particulada de baja calidad está recubierta con un laminado de polímero que replica el aspecto de las vetas de la madera, lo que permite un producto con un acabado de alta calidad al roce y tacto.
Además de la madera, los muebles pueden estar compuestos competamente en otro material o también armarse con diferentes materiales, como partes en metal, en vidrio o en plástico.

## Historia
El concepto de los muebles listos para montar tiene, orígenes que se remontan a mucho tiempo atrás, ya que los ebanistas llevan siglos fabricando muebles fáciles de desmontar para su transporte.
La New American Cyclopaedia de 1859 enumeró el ensamblaje de muebles como una "invención estadounidense" que enfatizaba la facilidad del transporte, pero esta afirmación es bastante vaga.
Un mejor antecedente para los primeros muebles RTA es la silla de madera curvada Thonet n.º 14, que fue hecha específicamente para ser fácilmente desmontada y ahorrar espacio durante el transporte.  Fue producida por primera vez en 1859.
Un poco más tarde existe un registro de una patente estadounidense de 1878 que define algunos muebles prefabricados de la siguiente manera: "La invención se refiere a una clase de muebles en kit para ser embalados y transportados en piezas y ensamblados por personas especializadas y no por personas no calificadas". 
La diseñadora Louise Brigham y sus dos socios crearon un primer intento de negocio de venta de muebles RTA durante la Primera Guerra Mundial. Para 1915, Home Art Masters ofrecía kits de muebles RTA a precios moderados a través de un catálogo de pedidos por correo. El comprador recibía un conjunto de piezas que, según la empresa, podían “ensamblarse y terminarse rápidamente”. Todo está incluido con las instrucciones para el amueblado. Un niño o una niña puede configurarlo”. Home Art Masters duró poco y no se sabe cuántos de sus kits de muebles RTA se vendieron en total. 
Los siguientes experimentos en la gestión de un negocio de muebles RTA se remontan a las décadas de 1940 y 1950. A finales de la década de 1940, el diseñador australiano Frederick Charles Ward fundó una empresa de venta de muebles RTA por correo, porque le preocupaba la escasez de muebles asequibles para personas de medios modestos. 
Lena Larsson ayudó a crear una de las primeras marcas suecas de muebles listos para ensamblar, la línea TRIVA, para <i>Nordiska Kompaniet</i> en 1943. 
En 1953, el ebanista de Ohio Erie J. Sauder recibió la primera patente estadounidense para muebles RTA para una mesa que podía ensamblarse sin herrajes ni pegamento; lo llamó "snap-together" o muebles "encajables".  
En los países escandinavos, el kit de muebles probablemente lo inventó de forma independiente el técnico sueco Gillis Lundgren, a quien se le ocurrió la idea cuando intentaba transportar una mesa en su coche. Según los informes, tuvo que serrar las patas de la mesa para poder meterla dentro del coche y llevarla a casa. Habló de la idea con su jefe en IKEA, e IKEA comenzó a vender muebles de paquete plano en el año 1956.    

## Usos
Los muebles listos para armar se pueden adquirir para varios propósitos y lugares:
- Muebles de salón
- Muebles de oficina
- Estanterías
- Mesas
- Camas
- Mueble para exteriores
- Columpios
- Juegos de patio
- Mesas de ping pong
- Gabinetes de cocina
- Estantes para almacenamiento
- Armarios o clósets
- Escritorios
- etc.